# Wordshaker
Wordshaker Es el segundo álbum de estudio de la banda británica The Saturdays realizado el 12 de octubre de 2009 bajo Fascination Records, es el primer disco en el cual la banda compone una de las canciones "Deeper", la mayoría de estas cuenta con la participación de Ina Wroldsen, que ya había trabajado con ellas en su álbum debut Chasing Lights. El disco superó las 100.000 copias vendidas.
El álbum gozo de reacciones positivas de los críticos, se aplaudieron a las melodías agresivas combinadas con las voces potentes, también dijeron que era un disco que se podía disfrutar, algunos temas fueron citados por su enganche, a pesar de que las baladas fueron las mayormente criticadas y otros temas se criticaron por ser poco originales y demasiado americanizados
Wordshaker fue promocionado entre los meses de septiembre y octubre de 2009 en diferentes shows de TV.

## Sencillos
Wordshaker solo generó 2 sencillos:
Forever Is Over:  escrito por James Bourne, Louis Biancaniello, Sam Watters y Kahmarl Gordon, y producido por Sam Watters y Louis Biancaniello, fue lanzado el 5 de octubre de 2009 y alcanzó el puesto #2 en los UK Singles Chart, se reveló que esta canción era para Kelly Clarkson, sin embargo las chicas al escucharla pidieron a los escritores que las dejaran grabarla.
Ego: escrito y producido por Steve Mac y coproducido por Ina Wroldsen, fue realizado el 4 de enero de 2010 y alcanzó el puesto #9 en las listas del Reino Unido.

## Lista de canciones
Lista Confirmada por Play.Com y Pop Justice
| N.º | Título            | Escritor(es)                                                                        | Duración |  |
| 1.  | «Forever Is Over» | Sam Watters, Louis Biancaciello, James Bourne                                       | 3:40     |  |
| 2.  | «Here Standing»   | Jordan Omley, Michael Mani, Nina Woodford                                           | 3:36     |  |
| 3.  | «Ego»             | Steve Mac, Ina Wroldsen                                                             | 2:59     |  |
| 4.  | «No One»          | Wroldsen, David Eriksen                                                             | 3:18     |  |
| 5.  | «One Shot»        | Wroldsen, David Krueger, Per Magnusson                                              | 3:31     |  |
| 6.  | «Wordshaker»      | Wroldsen, D. Eriksen                                                                | 3:30     |  |
| 7.  | «Denial»          | Chris Braide, Wroldsen                                                              | 3:53     |  |
| 8.  | «Open Up»         | Wroldsen, Krueger, Magnusson                                                        | 3:52     |  |
| 9.  | «Lose Control»    | Jörgen Elofsson, Pär Westerlund                                                     | 3:19     |  |
| 10. | «Not Good Enough» | Wroldsen, Josef Larossi                                                             | 3:40     |  |
| 11. | «Deeper»          | Una Healy, Mollie King, Frankie Sandford, Vanessa White, Rochelle Wiseman, Wroldsen | 4:05     |  |
| 12. | «2 a. m.»         | Andreas Romdhane, Larossi, Wroldsen                                                 | 4:08     |  |

| Bonus de iTunes por Pre-Ordenar |                                                          |          |  |
| N.º                             | Título                                                   | Duración |  |
| 13.                             | «Chasing Lights» (Live from iTunes London Festival 2009) |          |  |
| 14.                             | «Wordshaker» (Live from iTunes London Festival 2009)     |          |  |
| 15.                             | «One Shot» (Live from iTunes London Festival 2009)       |          |  |

| Bonus Exclusivo de HMV |                                           |          |  |
| N.º                    | Título                                    | Duración |  |
| 13.                    | «Forever Is Over» (Manhattan Clique Edit) |          |  |

## Posiciones y certificaciones
Wordshaker alcanzó el puesto #34 en los Irish Albums Chart, pero cayo al puesto #91 la semana siguiente, en los UK Albums Chart debutó en el puesto #9 pero solamente duró 7 semanas.
| Posiciones (2009)  | Máxima posición |
| ------------------ | --------------- |
| Irish Albums Chart | 36              |
| UK Albums Chart    | 9               |

| País        | Proveedor | Certificación |
| ----------- | --------- | ------------- |
| Reino Unido | BPI       | Plata         |